# 欧洲E46公路
欧洲E46公路（E46）是欧洲的一条国际公路，起点为法国瑟堡，终点为比利时列日，全长约720公里。

## 线路
欧洲E46公路穿过以下主要城市：

- 法国：瑟堡-奥克特维尔 - 卡昂 - 鲁昂 - 兰斯 - 沙勒维尔-梅济耶尔
- 比利时：列日